# Fekete kő

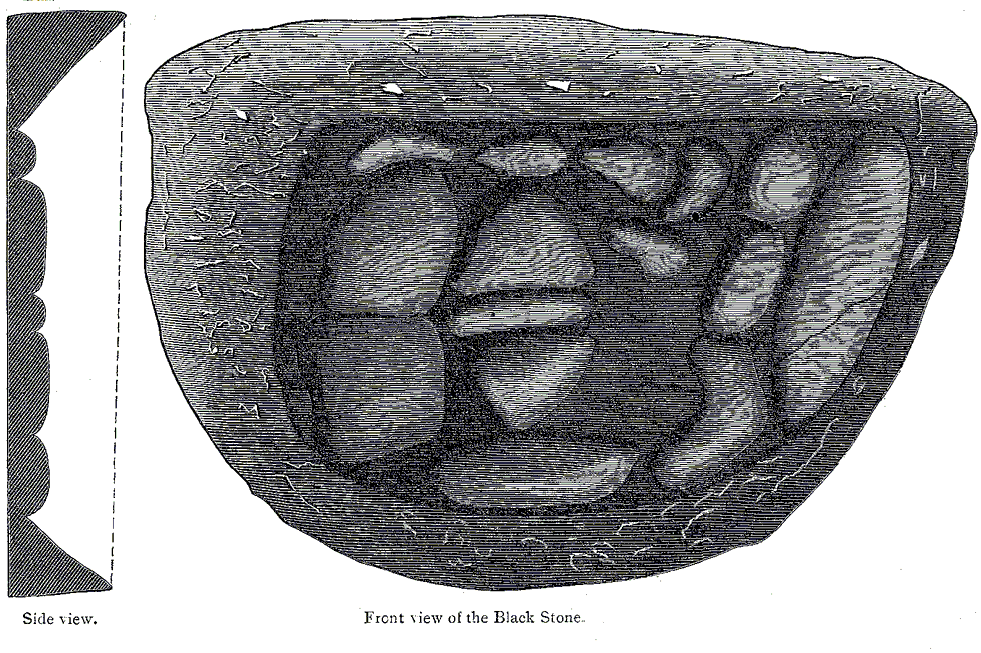
Ítéletnapkor a Kába kő emlékezni fog mindazokra, akik megérintették, és közbenjár értük

A Fekete kő az iszlám szent relikviája. Szaúd-Arábiában a mekkai nagymecset (al-Maszdzsid al-Ḥarām) közepén álló ókori, kocka formájú kőépítmény, a Kába, a muszlimok számára előírt haddzs (zarándoklat) célpontja, az iszlám legfőbb szentélye. A Kába délkeleti sarkában, körülbelül másfél méter magasan van beépítve a szentély „alapköve”, a Fekete kő.
A Fekete kő viszonylag kis méretű, kb. 30-40 centiméter átmérőjű, tojás alakú kő. Bár tudományos vizsgálatára nincs mód, a geológusok szerint lehetséges, hogy egy meteorit darabja, ami légbuborékokat rejt, színét pedig magas vastartalma adja. A kőhöz több évezredes hiedelmek tapadnak: az iszlám hívők isteni jelnek tekintik, úgy tartják, ez Allah földre szállt jobb keze. A Kábához irányuló zarándoklatok már Mohamed ideje előtt is azzal végződtek, hogy a hívők megcsókolták a varázserejűnek tartott Fekete követ. „A pogány istenek és bálványok imádói azért csókolták meg a követ, hogy magukba szívják az erejét. A szokást, mely az egyistenhit elterjedésétől kezdve Allah tiszteletét szolgálta, Mohamed is szentesítette.” A mai zarándokok közül is sokan, amikor a háddzs pontosan megszabott rituáléja szerint körüljárják a Kábát, szintén megpróbálják megérinteni, megsimogatni vagy megcsókolni a csodatévő erővel felruházott kő darabjait. Akik pedig nem jutnak elég közel, hogy ezt megtegyék, fejet hajtanak, amikor azon az oldalon haladnak el, ahol a kő van.
A követ 930-ban elrabolták, ekkor több darabra tört. A karámita szekta fanatikus harcosai betörtek Mekkába, romba döntötték a várost és a szent követ Bahreinbe vitték, ahol huszonkét éven át zálogként maguknál tartották. Csak hosszas alku eredményeként került vissza eredeti helyére, de ekkor már törött volt. Ma vastag ezüst pánt és ezüst szegek tartják össze.

## A Fekete kő eredete és jelentősége

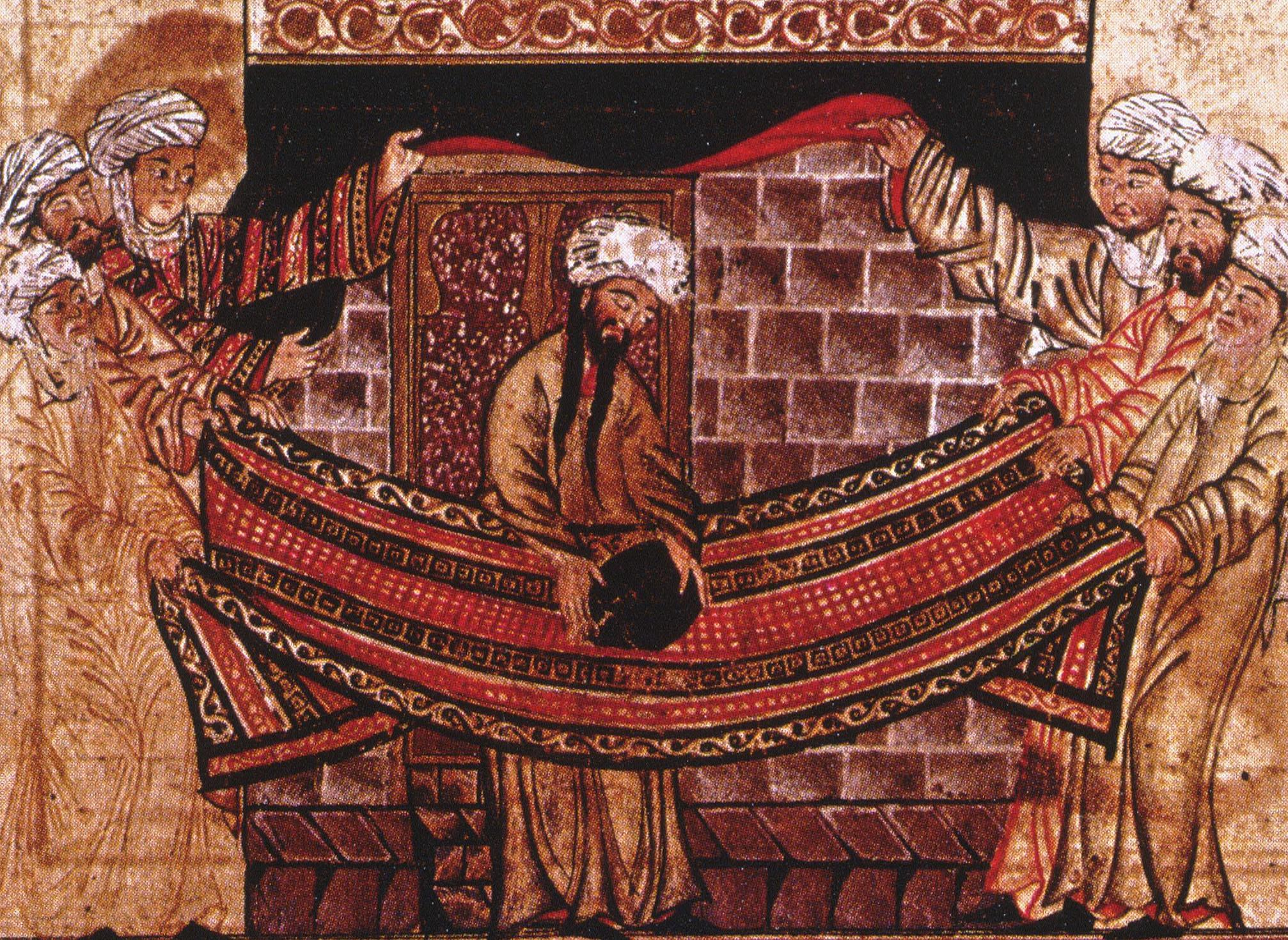
Rasid ad-Dín: Mohamed megoldja a Fekete kő szentélybe helyezésének vitáját; Jelenetek a próféta életéből (1315, Tabriz, Irán). A kép Mohamedet ábrázolja (a középső alak a két hosszú hajtinccsel), amint a követ egy kilimre helyezi, amelynek sarkait a négy törzs egy-egy képviselője tartja. A legenda szerint a törzsek összecsaptak, mert ki-ki magának akarta az előjogot, hogy a követ a szentélybe vihesse. Mohamed így oldotta fel vitájukat

A muszlimok hiszik, hogy a kő az égből, az Édenből hullott le Ádám és Éva idején, hogy Ádám megtisztulhasson, miután kiűzetett a földi Paradicsomból. A kő eredetileg fehér volt, és csak azután lett fekete, hogy magába szívta az eredendő bűnt.
Egy másik legenda szerint a Fekete követ Gábriel arkangyal (Dzsibril angyal) adta Ábrahámnak, hogy építse házát vele. Azt is mesélik, hogy a kő felszínén megmaradt az arkangyal lábnyoma.
A sivatag homokjába hullott Fekete követ és a kő körüli kultuszt elsőként a római Diodorus Siculus írta le i. e. 100 körül. Az érdekes, fekete színű meteorit köré a pogány arabok már az ősidőkben szentélyt építettek. E szentély leírását Ptolemaiosz hagyta az utókorra a Macorabát, azaz Mekkát bemutató, második századi írásaiban. A korabeli krónikások szerint a Kába szentélyt Mohamed fiatal korában építette újjá, a Mekkát akkoriban uraló törzsek segítségével. Miután Mohamed a Fekete követ az ég felé emelve megtisztította a törzsi bálványoktól, egy ezüstkeretbe foglalva a szentély délkeleti sarkában helyezte el, és kötelességgé tette a Kábához tartó zarándoklat szokását. Világi történészek véleménye szerint ez a történet csupán Mohamed dicsőítését szolgálja, valóságtartalma kevés, de készséggel elismerik, hogy a Fekete kő tisztelete már az iszlám kialakulása előtt is létezett.
„Sok történet szól a Fekete kő mágikus erejéről. Az egyik szerint Abaha, egy abesszin katona megesküdött, hogy lerombolja a Kábát. De amikor seregével Mekkához ért, az elefántja letérdelt, és nem volt hajlandó bemenni a városba. Aztán csapatba verődött madarak érkeztek, és köveket zúdítottak a seregre, amely visszavonulásra kényszerült.”
Sok muszlim szemében a Kő csak egy „egyszerű kő”. Egyszer, amikor Omár bin al-Hattáb, a második kalifa megcsókolta a Fekete követ, azt mondta az egybegyűltek füle hallatára:
„Én tudom, hogy te csak egy kő vagy, nem segíthetsz, és nem árthatsz nekem semmit, és ha nem láttam volna Allah prófétáját ekként cselekedni, én sem tennék így.”
Sok-sok muzulmán követte Omár példáját: megadják a tiszteletet a Fekete kőnek, mert ezt sugallja szeretetük és tiszteletük Mohamed iránt, aki a szentély átépítésekor a követ a Kábába helyezte. „A kő érintése vagy csókja csupán egy szabadon választott cselekedet, nem kötelesség, vagy előírás. Azok, akik a követ – amely az egyetlen, amely megmaradt a szent építményből, amelyet Ábrahám próféta, az arabok ősatyja épített – megcsókolják vagy megérintik, nem azért teszik, mert hisznek a kőben vagy felsőbbrendű tulajdonsággal ruháznák azt fel. Egyedül Istenben hisznek.”

## Külső hivatkozások
- Dr. Anwar Aimen: Zarándoklat
- Kábulat Arábiában - A Kába
- Mekka
- Dr. Rashwan Mohamed Kairo: Az iszlám pillérei
- Grüll Tibor: Allah szava – Isten szava?
- Információ a Kábáról, különös tekintettel a Fekete kő státuszára
- Általános információk a Kábáról és a Fekete kőről